# 星野しずく
星野 しずく（ほしの しずく、1978年7月23日 - ）は、元ストリッパー。東京都出身、身長150cm、スリーサイズはB非公表・W59・H81、血液型はO型。
2000年11月21日に栗橋大一劇場にてデビューした。2007年3月31日、郡山ミュージック劇場でのステージを最後に引退した。